# Quebrada La Hueso
La Quebrada La Hueso es una corriente hídrica relevante de la ciudad de Medellín; y se constituye como la más importante de San Javier. 
Nace a 2160 m s. n. m.  en la cuchilla Los Arrayanes, tiene una longitud de 8,3 km y desemboca en el río Medellín a 1483 m s. n. m. a un costado del centro de espectáculos La Macarena,  después de atravesar sectores de San Cristóbal, San Javier, y Laureles - Estadio.

## Cauce y hechos históricos
El nombre de esta quebrada se debe a que en la antigüedad en sus orillas se hacía jabón con huesos de ganado.
Antes de 1880 era llamada "Iguanacita"; pues la unión de esta, con las quebradas Ana Díaz y La Iguaná formaban la corriente de agua más grande después del río Medellín en la ciudad; sin embargo en ese año, a causa de una enorme creciente, la Iguaná se separó para siempre de ellas, acercándose al Cerro El Volador, destruyendo a su paso el entonces corregimiento de Robledo.
Años después la quebrada La Hueso fue canalizada casi desde su entrada en el perímetro urbano de la ciudad y gracias a su posición estratégica en el occidente de Medellín, la Línea B del Metro sigue su cauce, desde su desembocadura hasta la Estación San Javier.
Sus aguas presentan un nivel de calidad muy bajo, considerándose quizá una de las más contaminadas de la ciudad. Además es una de las más torrenciales, generando muchas veces emergencias e inundaciones especialmente en el barrio Naranjal, ubicado en la parte baja de su cuenca. La quebrada La Hueso,el 20 de octubre de 1984 tuvo su creciente histórica más desastrosa, destruyendo justo con su afluente "La Leonarda" varios sectores de 3 barrios de San Javier.
La cuenca de La Hueso está localizada en el centro-occidente de la ciudad de Medellín, limitando con las cuencas de las quebradas La Iguaná al norte, la Ana Díaz al sur, la Doña María al occidente y el río Medellín por el oriente.

### Afluentes
Recibe en su cauce unos 23 afluentes de los cuales el más importantes es la quebrada Ana Díaz. Se destacan a su vez las quebradas La Leonarda, El Salado, La Pelahueso, La Magdalena y Zanjón Santa Mónica.

### Corredor verde de La Hueso
El corredor verde de La Hueso es uno de los 34 proyectos de restauración de conexión biológica al interior de la ciudad de Medellín, como una apuesta para la interacción y desplazamiento de avifauna, insectos y mamíferos presentes en el área metropolitana, ayudando a su vez al mejoramiento de las condiciones abióticas como la reducción de la temperatura y a controlar condiciones antrópicas, como la reducción en la concentración de los gases contaminantes.
Estos proyectos consisten en la revegetalización por medio de la siembra de árboles, palmeras, arbustos y plantas de diversos tipos en:
- 18 separadores viales y andenes (Av. Guayabal, Av. Oriental, Calle 30, San Juan, Calle Colombia, Carrera 65, Av. Ferrocarril, Calle 10, Calle Argentina, Av. El Poblado, Av. Juan del Corral, Carrera Junín, Calle Echeverri,  Carrera Bolívar, La Playa,  Carrera Girardot, Carrera Giraldo y Los Huesos).[2]
- 13 quebradas (La Iguaná, La Hueso, Malpaso, El Molino, La Guayabala, La Bermejala, La Presidenta, La Picacha, Ana Díaz, Altavista, La Volcana, La Poblada y La Pelahueso).[2]  Los corredores verdes de quebradas generan continuidad en el sistema verde de la ciudad. Con las siembras de árboles en estos, se mejora la biodiversidad y se generan espacios para la relación de especies. Adicionalmente, en ellos se evidencia la llegada de animales como el mono Tití, el Zorro Perruno y el ave llamada Guadañero Estriado.[3]
- 3 cerros tutelares (El Volador, Nutibara y Asomadera)[2]

El corredor de la quebrada La Hueso tiene múltiples conexiones con otros sistemas ambientales de la ciudad; entre ellos los corredores de las quebradas Ana Díaz y Pelahueso, afluentes suyos; así mismo, se conecta al de la carrera 65, y por medio de él, al Cerro El Volador y los corredores verdes de La Iguaná y la Malpaso, junto con sus parques adyacentes.
El parque lineal de la Hueso, incluye senderos ecológicos, gimnasios al aire libre y posibilidad de observación de avifauna.